# Narycia clathrella
Narycia clathrella är en fjärilsart som beskrevs av Carl Reutti 1853. Narycia clathrella ingår i släktet Narycia och familjen säckspinnare. Inga underarter finns listade i Catalogue of Life.